# Basilique de Saint-Marin
 (février 2025).
Si vous disposez d'ouvrages ou d'articles de référence ou si vous connaissez des sites web de qualité traitant du thème abordé ici, merci de compléter l'article en donnant les références utiles à sa vérifiabilité et en les liant à la section « Notes et références ».

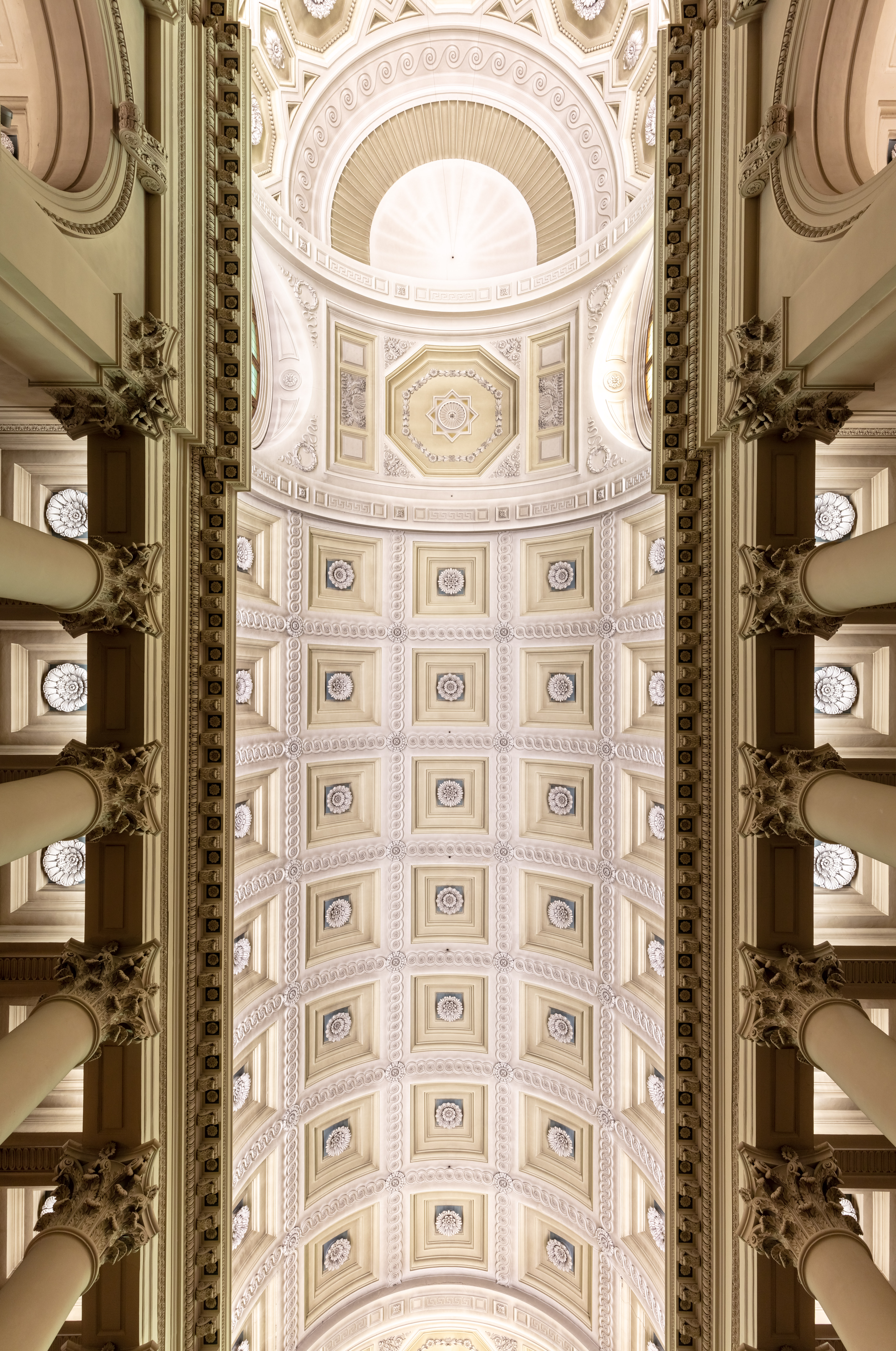
Au plafond de la basilique. Septembre 2022.

La basilique de Saint-Marin est le principal édifice religieux de la République de Saint Marin, situé dans la ville de Saint-Marin, la capitale.
Cette basilique, dédiée au diacre Saint Marin, fondateur au IVe siècle de la communauté à l'origine de la république, est de conception néoclassique, due à l'architecte bolonais Antonio Serra. Elle fut construite de 1826 à 1838 et appartient au Diocèse de Saint-Marin-Montefeltro.

## Histoire
L'édifice actuel remplace une construction plus ancienne déjà consacrée à Saint Marin, datant du IVe siècle et dont l'existence est attestée dans « La Vie de Saint Séverin » du moine Eugippe.

Un second document en date du 31 juillet 1131 se rapporte à l'existence d'une paroisse.
En 1800, l'église était dans un état de délabrement tel, que l'on résoudra à la raser en 1807. On s'attela alors à élaborer des projets pour la reconstruction d'un lieu de culte. La première pierre fut posée le 28 juillet 1826 et l'édifice fut achevé en 1838. Il fut consacré la même année, le 5 février, par Mgr Crispino Agostinucci, évêque de Montefeltro en présence des deux Capitaines-régents.

Le 21 juillet 1926, l'église est élevée au rang de basilique mineure par le pape Pie XI.

## Description
La façade se présente sous la forme d'un porche constitué de huit colonnes corinthiennes (six sur le devant et deux sur chaque côté), qui permet l'accès à une triple nefs soutenue là aussi par seize colonnes corinthiennes qui forme un déambulatoire en demi-cercle entourant l'abside. Sous l'autel ornée d'une statue de Saint Marin de Adamo Tadolini, se trouve une partie des reliques de ce dernier trouvées le 3 mars 1586 (une autre partie ayant été remise dans l'île de Rab, en Dalmatie, la patrie d'origine de Saint Marin).